# Jimmy Witherspoon
Jimmy Witherspoon (Gurdon, Arkansas, 8 de agosto de 1920-Los Ángeles, 18 de septiembre de 1997) fue un cantante estadounidense de blues.

## Biografía

### Comienzos
La primera vez que atrajo la atención como cantante fue en la banda de Teddy Weatherford en Calcuta, India, cuya música era regularmente radiada por la American Forces Network durante la Segunda Guerra Mundial.

### Carrera
Witherspoon realizó sus primeros discos con la banda de Jay McShann en 1945. En 1949, registró bajo su propio nombre con la McShann band, obteniendo su primer éxito, «Ain't Nobody's Business», una canción que llegó a ser considerada como su propia sintonía. Un año más tarde obtendría dos nuevos éxitos: «No Rollin' Blues» y «Big Fine Girl». 
En 1959 vuelve a alcanzar de nuevo la popularidad con su álbum Jimmy Witherspoon at the Monterey Jazz Festival, en el que aparecen Roy Eldridge, Woody Herman, Ben Webster, Coleman Hawkins, Earl Hines y Mel Lewis, entre otros. Más tarde grabaría también con Gerry Mulligan, Leroy Vinnegar, Richard "Groove" Holmes y T-Bone Walker. En 1961 realizó una gira por Europa con Buck Clayton, regresando al Reino Unido en muchas ocasiones, llegando a grabar en 1966 Spoon Sings and Swings con el cuarteto del saxo tenor Dick Morrissey.
En 1971 grabó el álbum Guilty con Eric Burdon y War, en el que se incluía parte de un concierto que dieron en la Prisión Estatal de San Quintín. Murió en 1997 de un cáncer de esófago en Los Ángeles.

## Discografía parcial

### Sencillos
- "You're Next" - (1965) Pop Singles #98
- "Love Is A Five Letter Word" - (1975) Black Singles #31

### Álbumes
- Love Is A Five Letter Word - (1975) Black Albums #26
- Love Is A Five Letter Word - (1975) Pop Albums #176
- Spoonful - (1976) Black Albums #57